# Chojnowo (Zdrojki)
Chojnowo – część wsi Zdrojki w Polsce, położona w województwie mazowieckim, w powiecie żuromińskim, w gminie Lubowidz.
W latach 1975–1998 Chojnowo administracyjnie należał do województwa ciechanowskiego.
Do 2006 roku miejscowość stanowiła administracyjną część miejscowości Zdrojki. Od 2006 roku usunięto z nazwy wsi człon Chojnowo. Podobnie druga część wsi miała nazwę Zdrojki Piegowo i tę również usunięto - pozostała wyłącznie pojedyncza nazwa dla całej miejscowości Zdrojki.
Według dzisiejszego stanu prawnego nie istnieje miejscowość o nazwie Zdrojki Chojnowo.